# Akai Nikkichō
Singles par Shuffle Units
Aoi Sports Car no Otoko
(2000) Kiiroi Osora de Boom Boom Boom
(2000)
 Akai Nikkichō  (赤い日記帳, ou Akai Nikkicho, Akai Nikkichou) est l'unique single du groupe temporaire Akagumi 4 (あか組4, Akagumi Four), sorti en 2000.

## Présentation
Le single sort le 8 mars 2000 au Japon sur le label zetima, écrit et produit par Tsunku. Il atteint la 2e place du classement de l'Oricon, et reste classé pendant dix semaines, se vendant à 507 850 exemplaires durant cette période. 
C'est l'un des trois singles sortis simultanément dans le cadre des premières Shuffle Units du Hello! Project. Trois groupes temporaires, composés de divers artistes du H!P, sont créés le temps d'un unique single chacun, en compétition amicale pour les ventes de leur disque : Akagumi 4, Kiiro 5 (avec Kiiroi Osora de Boom Boom Boom), et Aoiro 7 (avec Aoi Sports Car no Otoko). C'est Akagumi 4 qui en vendra le plus.
La chanson-titre figurera avec celles des deux autres singles sur la compilation d'artistes du H!P Petit Best ~Ki Ao Aka~ qui sort le mois suivant, puis sur la compilation Hello! Project Shuffle Unit Mega Best de 2008. Elle sera reprise en solo par deux des membres du groupe : d'abord par Yūko Nakazawa sur la compilation commune Together! -Tanpopo, Petit, Mini, Yūko- qui sortira un an plus tard, puis par Maki Gotō sur son premier album en solo Makking Gold 1 qui sortira en 2003. Elle sera souvent interprétée lors de concerts du Hello! Project par différentes formations, à la suite des départs successifs de ses interprètes originaux au fil des ans.
La chanson en « face B » Hello! no Theme (...) est une version interprétée à quatre du générique de l'émission télévisée du H!P Hello! Morning. Chaque shuffle unit en a interprété sa propre version en "face B" de son single. Une version interprétée par les seize membres des trois groupes réunis figurera aussi sur la compilation Petit Best ~Ki Ao Aka~.
Le clip vidéo de la chanson-titre figurera sur la vidéo (DVD, futur « Single V ») en commun The Ki Ao Aka qui sortira le 24 mai 2000, puis sur les versions DVD des compilations Petit Best ~Ki Ao Aka~ et Shuffle Unit Mega Best.

## Membres
- Yūko Nakazawa (Morning Musume)
- Maki Gotō (Morning Musume)
- Danielle Delaunay (Coconuts Musume)
- Miho Shinoda (T&C Bomber)

(note : Miho Shinoda sera remplacée en fin d'année par Hitomi Yoshizawa de Morning Musume, à la suite de la séparation de T&C Bomber et à son départ du H!P, tandis que Danielle Delaunay sera remplacée à la même époque par la soliste Yuki Maeda à la suite de son propre départ)

## Liste des titres
1. Akai Nikkichō  (赤い日記帳?)
2. Hello! no Theme (Akagumi 4 version)  (Hello!のテーマ(あか組4 version)?)
3. Akai Nikkichō (Instrumental)  (赤い日記帳...?)